# Benoordenhoutseweg
De Benoordenhoutseweg in Den Haag loopt langs de "noord"kant van het Haagse Bos als voortzetting van de Zuid-Hollandlaan vanaf het kruispunt van de Jozef Israëlslaan met de Boslaan tot aan de plek waar de Leidsestraatweg en de Waalsdorperlaan samenkomen (het vroegere 'Boshek'). De weg maakt deel uit van de stadsroute S101 naar Wassenaar en gaat daar over in de N44. Aan de andere kant van het bos loopt de Bezuidenhoutseweg. 
Tot 1965 begon de Benoordenhoutseweg op de hoek van de Koningskade bij het Malieveld. Op de andere hoek was van 1865 tot 1943 de ingang van de Haagse Dierentuin. In 1963-1965 verrees daar het Provinciehuis Zuid-Holland. Sindsdien wordt het eerste gedeelte van de Benoordenhoutseweg de Zuid-Hollandlaan genoemd.

## Trams
Tussen 1907 en 1966 reed tramlijn 7 (Bezuidenhout--Vruchtenbuurt) op het gedeelte tussen Jan van Nassaustraat en Boslaan. Van 1907 tot 1909 reed hier ook zomer-tramlijn 12, Kurhaus--Overbosch. Tussen 1924 en 1941 reed hier ook tramlijn 15.(Bezuidenhout--Kurhaus) Deze reed niet alle maanden van het jaar, vooral niet in december, januari, februari, maart en april.
Van 1923 tot 1961 reed op een vrije baan aan de kant van het Haagse Bos op de Benoordenhoutseweg de interlokale tramlijn I² van de Haagse tram, de zogenaamde Gele Tram van Den Haag via Wassenaar naar Leiden. Ter hoogte van het 'Boshek', (Waalsdorperlaan) waar de Benoordenhoutseweg overgaat in de Leidsestraatweg, stak de tram schuin over naar de andere kant van de weg. De intercommunale lijnen hadden geen zichtbare lijnnummers. Administratief kende de Wassenaarse lijn ook de kort-traject diensten I - 4 en I - 5.
Tussen 1923 en 1928 had deze lijn een kop-eindpunt op de Benoordenhoutseweg voorbij de Jan van Nassaustraat, pal voor de dierentuin. Eigenlijk waren dit opstel-sporen van lijn 7. In 1928 werd het Plein het eindpunt, maar als het centrum niet bereikbaar was werd eindpunt Dierentuin gebruikt. Door even door te lopen konden de reizigers overstappen op de Blauwe tram, en  tramlijn 5 of 9. De HTM wilde eigenlijk een eindpunt in het centrum, of een keerlus langs de dierentuin en dan over het Malieveld. De gemeente lag zoals altijd dwars, en daardoor werd voorlopig dit kopeindpunt gebruikt. Rond 1965 moest alles daar modern en breed worden, en zijn alle (opstel)sporen, de hele tramlijn, én de hele dierentuin verdwenen.

## Gebouwen
Alle bebouwing is aan de "noord"kant van de straat.
| Nr.   | Naam van gebouw             | Bijzonderheden                                                                                | Afbeelding |
| ----- | --------------------------- | --------------------------------------------------------------------------------------------- | ---------- |
| 22-23 | Kantoorgebouw Utrechtsebaan | Gerenoveerd in 1991-1994, sindsdien advocatenkantoor.                                         |            |
| 24-39 | Flatgebouw Boschzicht       | Nieuwe Haagse School, hoek Neuhuyskade, gebouwd in 1928-1920. Eerste woonhotel van Nederland. |            |
| 46    | Van Bylandt Huis            |                                                                                               |            |
| 227   | Nirwana-flat                | Gebouwd 1926-1929                                                                             |            |

## Eekhoorntjesbrug

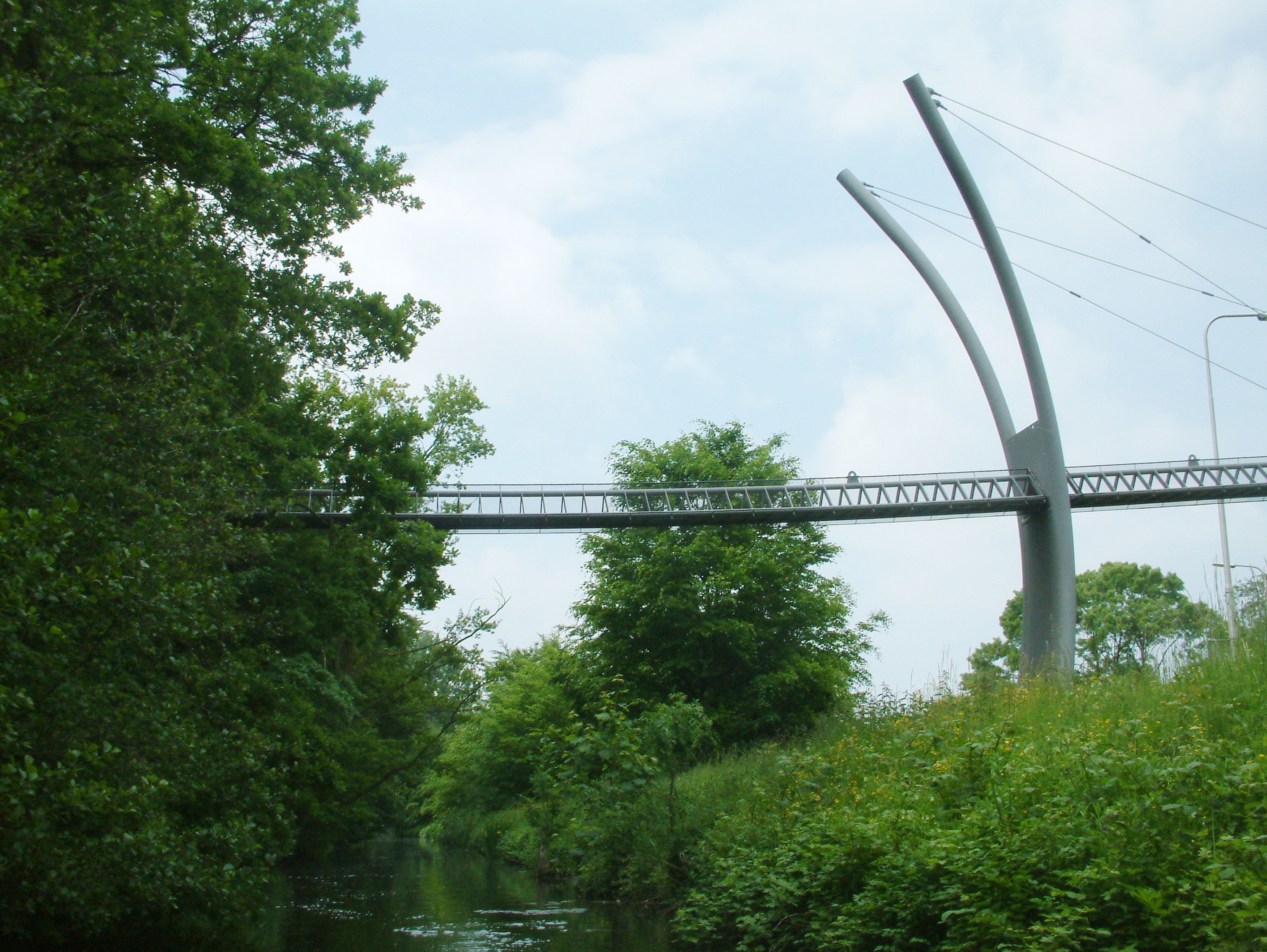
Eekhoorntjesbrug

In 2012 werd op een hoogte van 7 meter een brug gebouwd opdat eekhoorntjes konden oversteken van Clingendael naar het Haagse Bos. De kosten waren € 150.000. Een camera werd gemonteerd om te tellen hoeveel ervan gebruik wordt gemaakt. In de eerste achttien maanden had nog geen enkele eekhoorn ervan gebruikgemaakt, maar uiteindelijk na tien jaar bleek de brug alsnog volop in gebruik.
Straten: Achterom · Alexanderstraat · Van Alkemadelaan · Amaliastraat · Amsterdamse Veerkade · Benoordenhoutseweg · Bezuidenhoutseweg · Cantaloupenburg · Denneweg · Fluwelen Burgwal · Geest · Gravenstraat · Groenewegje · Groot Hertoginnelaan · Grote Marktstraat · Herengracht · Heulstraat · Hogewal · Hooigracht · Javastraat · Juffrouw Idastraat · Kazernestraat · Kneuterdijk · Korte Vijverberg · Korte Voorhout · Laan Copes van Cattenburch · Laan van Meerdervoort · Laan van Nieuw Oost-Indië · Lange Beestenmarkt · Lange Poten · Lange Vijverberg · Lange Voorhout · Lijnbaan · Mallemolen · Mauritskade · Melis Stokelaan · Van Merlenstraat · Molenstraat · Nassaulaan · Nieuwe Haven · Nieuwe Schoolstraat · Nieuwe Uitleg · Nobelstraat · Noordeinde · Oude Boomgaardstraat · Oude Molstraat · Parkstraat · Paviljoensgracht · Piet Heinstraat · Prinsegracht · Prinsessegracht · Prinsestraat · Rijswijkseweg · Riouwstraat · Schalk Burgerstraat · Schedeldoekshaven · Schelpkade · Schenkkade · Scheveningseveer · Scheveningseweg · Schuddegeest · Slijkeinde · Smidswater · Sophialaan · Sportlaan · Spui · Spuistraat · Surinamestraat · Theresiastraat · Torenstraat · Tournooiveld · Trekvlietplein · Turfmarkt · Vaillantlaan · Vondelstraat · Wagenstraat · Weimarstraat · Westeinde · Wijnhaven · Witte de Withstraat · Zeestraat

Pleinen: Alexanderplein
· Anna Paulownaplein
· Bankaplein
· Binnenhof
· Buitenhof
· Burgemeester De Monchyplein
· Clioplein
· Elandplein 
· Esperantoplein
· Groenmarkt
· Grote Markt
· Hofplaats
· Kerkplein
· Koningsplein
· Loosduinse Hoofdplein
· Malieveld
· Muzenplein
· Nassauplein
· Plaats
· Plein
· Plein 1813
· Prins Hendrikplein
· Prinsenvinkenpark
· Regentesseplein
· Rond de Grote Kerk
· Spuiplein
· Tournooiveld
· Vaillantplein
· Varkenmarkt
· Visbanken
· Wijnhaven